# Football Glory
Football Glory (с англ. — «футбольная слава») — компьютерная игра в жанре футбольного симулятора от разработчиков компьютерных игр Croteam, изданный компанией Black Legend и вышедший в 1994 году на платформах Amiga и MS-DOS.
Игра имела успех в Германии и Великобритании.

## Игровой процесс
Игровой процесс позволяет играть в футбол, так и быть судьёй.